# Новий Майдан (Польща)
Новий Майдан (пол. Nowy Majdan) — село в Польщі, у гміні Войславичі Холмського повіту Люблінського воєводства. Населення — 199 осіб (2011).

## Історія
За даними етнографічної експедиції 1869—1870 років під керівництвом Павла Чубинського, у селі здебільшого проживали польськомовні римо-католики, меншою мірою — українськомовні греко-католики.
У 1975—1998 роках село належало до Холмського воєводства.

## Демографія
Демографічна структура станом на 31 березня 2011 року:
|          | Загалом | Допрацездатний вік | Працездатний вік | Постпрацездатний вік |
| -------- | ------- | ------------------ | ---------------- | -------------------- |
| Чоловіки | 95      | 21                 | 62               | 12                   |
| Жінки    | 104     | 18                 | 47               | 39                   |
| Разом    | 199     | 39                 | 109              | 51                   |